# Johannes Erath
Johannes Erath (geboren 1975 in Rottweil) ist ein deutscher Opernregisseur.

## Leben und Werk
Erath absolvierte sein Violinstudium bei Rainer Küchl an der Wiener Musikhochschule und bei Hansheinz Schneeberger in Freiburg. Er arbeitete als Orchestermusiker in der Volksoper Wien und in der Orchesterakademie der Wiener Philharmoniker, wechselte danach aber ins Regiefach. Zuerst war er als Assistent u. a. von Willy Decker, Nicolas Brieger, Guy Joosten, Peter Konwitschny und Graham Vick an Theatern in ganz Europa tätig. 2002 wurde er Spielleiter der Hamburgischen Staatsoper, von 2005 bis 2007 war er Stipendiat der „Akademie Musiktheater heute“ der Deutsche Bank Stiftung.
Zu den frühen Inszenierungen Eraths zählen überwiegend Werke zeitgenössischer Komponisten, wie die Uraufführung von Jörn Arneckes Drei Helden in Rheinsberg, Gerhard Schedls Triptychon, Dieter Kaufmanns Fuge Unfug-e, Elliott Carters What Next? und die Uraufführung von Péter Eötvös’ Paradise Reloaded an der Neuen Oper Wien. Aus dem klassischen Repertoire inszenierte er Un ballo in maschera in Bremerhaven, Les contes d’Hoffmann und Cendrillon am Stadttheater Bern, Orfeo ed Euridice und Aida an der Oper Köln, Eugen Onegin in Mainz, La traviata und Das schlaue Füchslein an der Hamburgischen Staatsoper.

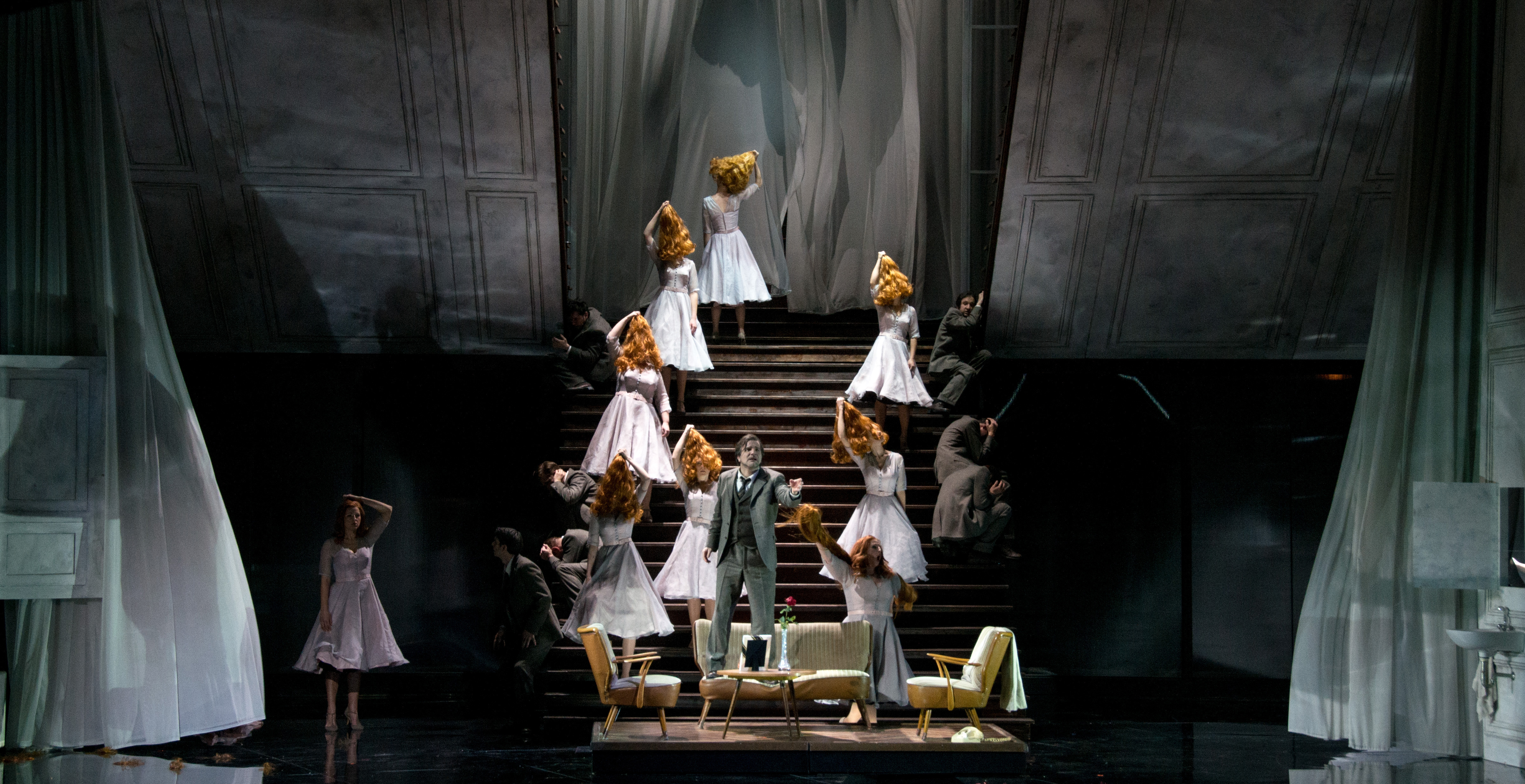
Die tote Stadt an der Oper Graz, 2015

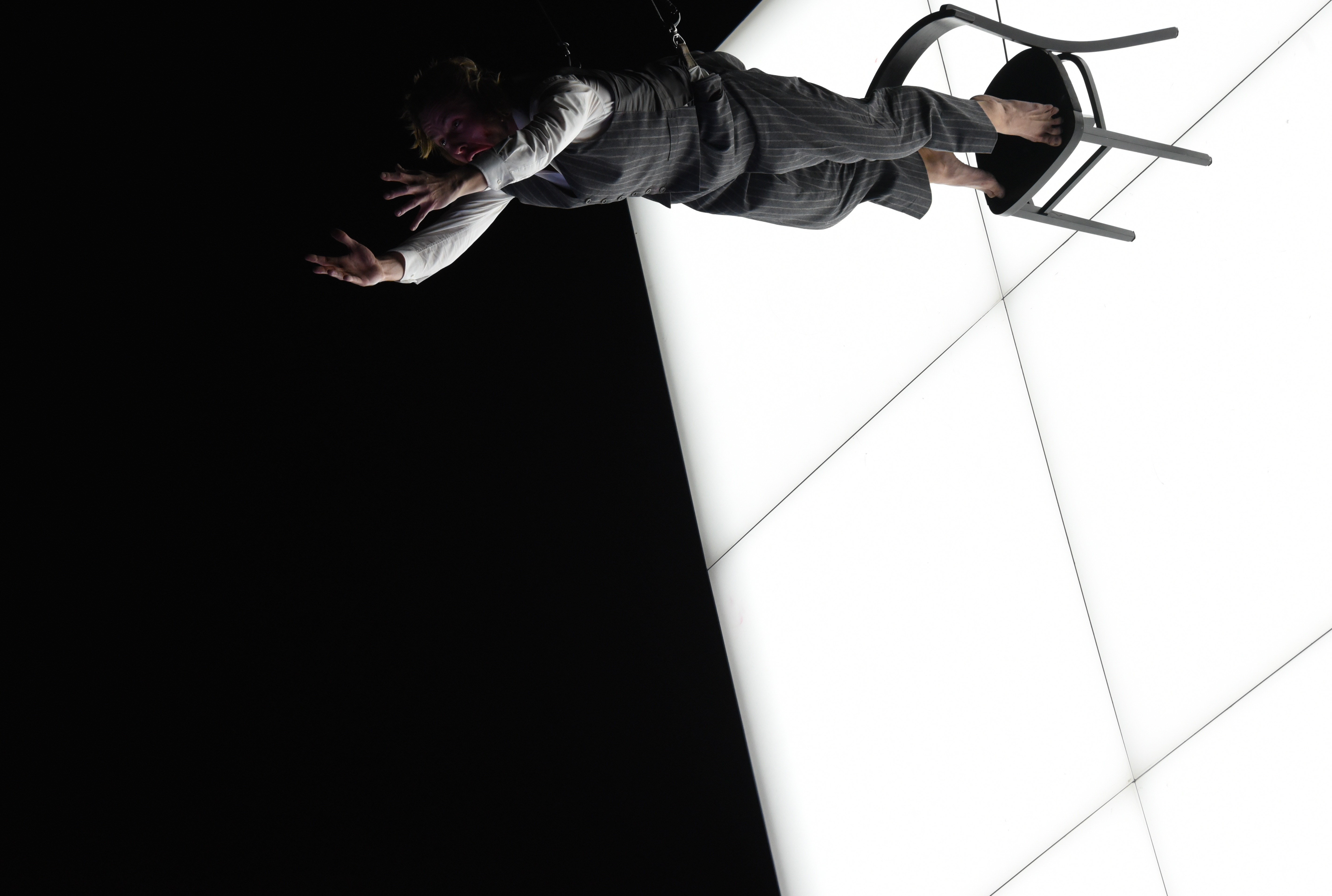
Der Mieter an der Oper Frankfurt, 2017

Langjährige Zusammenarbeit verband den Regisseur mit der Oper Graz während der Intendanz von Elisabeth Sobotka. Erath inszenierte in Graz im Jahr 2010 Alban Bergs Lulu und Mozarts Don Giovanni, 2012 die Elektra von Hugo von Hofmannsthal und Richard Strauss, 2013 Wagners Lohengrin und 2015  Korngolds Die tote Stadt. Insbesondere der  Lohengrin, der 2015 auch an der Oper Oslo zu sehen ist, erlangte breite Zustimmung von Publikum und Presse, die „eine poesievolle, bildgewaltige, teils märchenhafte Inszenierung“ lobte. Die Kostüme dieser Produktion wurden vom französischen Couturier Christian Lacroix entworfen, mit dem Erath bereits für die Kölner Aida zusammen gearbeitet hatte, im Juni 2017 folgt Tannhäuser an der Oper Saarbrücken.
Seit 2009 inszeniert Erath auch regelmäßig an der Oper Frankfurt. Er debütierte mit Eötvös’ Oper Angels in America im Bockenheimer Depot, erarbeitete im Haupthaus 2011 Verdis Otello, 2012 Händels Giulio Cesare in Egitto und im April 2015 Carl Maria von Webers Euryanthe. Im Juni 2015 inszenierte Erath Mozarts Le nozze di Figaro an der Semperoper in Dresden und verwandte dafür eine Reihe von Zitaten aus der Commedia dell’arte. Die FAZ beschrieb seine Interpretation als „Komödie der Verluste“ und die Zeitschrift Opernwelt berichtete: Erath „siedelt die Handlung nacheinander in drei historischen Settings an: Den Anfang macht, auf einem stilisierten Holzpodest, die archaische Welt der Commedia dell’Arte, auf deren Typen auch Da Ponte noch aufbaute. Ihr folgt eine angedeutete Kulissenbühne, die das spätere 18. Jahrhundert repräsentiert. Den Abschluss bildet die offene Bühne der Moderne, wobei hier mit gesprochenen Dialogteilen und eingestreuten französischen Chanson-Fetzen auf dem Akkordeon auch akustisch Mittel der theatralischen Brechung eingesetzt werden.“
2017 inszenierte er erfolgreich die Uraufführung der Oper Der Mieter von Arnulf Herrmann nach dem Roman von Roland Topor an der Oper Frankfurt. Das Libretto schrieb Händl Klaus, es dirigierte Kazushi Ōno. Publikum und Kritik waren begeistert, Erath sei „ein faszinierendes Vexierspiel von Realem und Surrealem geglückt.“ Im März 2018 kehrte Erath an die Oper Köln zurück und inszenierte Manon von Jules Massenet in der Ausweichspielstätte der Oper auf dem rechten Rheinufer.
Erath hat einen Lehrauftrag für „Szenischen Unterricht“ an der Universität der Künste Berlin.

## Zitate

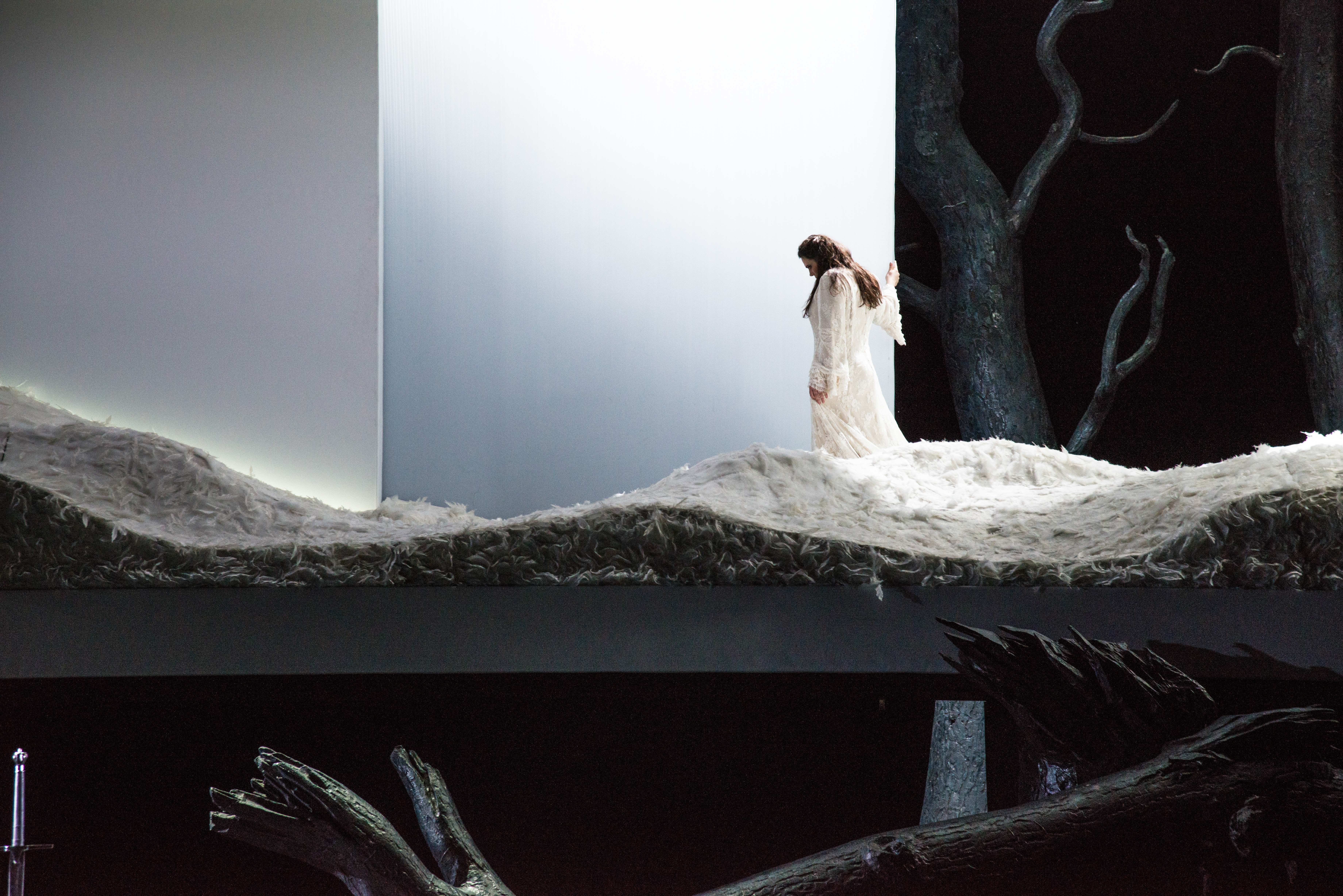
Lohengrin an der Oper Oslo, 2015

„Der noch junge Regisseur Johannes Erath hat in letzter Zeit verstärkt Aufmerksamkeit bei großen Musikbühnen erregt. […] Dabei offenbarte er sein Talent für eine psychologisch genaue, verlebendigende Personenregie – was heute keine Selbstverständlichkeit mehr ist. Dies tritt jetzt auch bei ‚Otello‘ plastisch in Erscheinung. Erath verspannt die Figuren zu einem plausiblen Geflecht, verdeutlich aber auch, dass Otellos Konflikt in dessen eigener Persönlichkeitsstruktur gründet.“

„Das Archaische des Rachebegehrens ist etwas Vorkulturelles – siehe ‚Aug' um Aug'‘. Klytämnestra hat viele Gründe, Agamemnon zu hassen. Er hat ihr schon vor und während des Trojanischen Krieges die Tochter geraubt. Der Hass Elektras dagegen ist aus ihr vorenthaltener Liebe generiert. Sie ist immer noch ein Mädchen, das sich allen Männern verweigert. […] ich habe meinen Schlüssel dazu in einer Theaterfassung von Seneca gefunden. Da fragt Elektra den Vatermörder Ägisth ‚Was ist schlimmer als der Tod?‘ Ägisth antwortet: ‚Leben, wenn man zu sterben begehrt.‘“

„[Lohengrin ist] eines der wenigen Märchen ohne Happy End. […] Er kann nicht Mensch werden ohne seine Göttlichkeit zu verlieren. Wenn man sich nicht preisgibt, kann keine Liebe entstehen. So kann eine Beziehung nicht funktionieren, die würde über kurz oder lang auf jeden Fall explodieren, Ortrud fungiert da mehr als Katalysator. Die Frage, wie viel wir von unserem Partner wissen müssen oder ob wir ihm vertrauen, stellen wir uns heute noch genauso.“

## Auszeichnungen
- 2008: Götz-Friedrich-Preis für seine Inszenierung von Massenets Cendrillon am Stadttheater Bern
- 2016: Österreichischer Musiktheaterpreis für seine Inszenierung von Korngolds Die tote Stadt an der Oper Graz